# Teorías sobre el origen de Cristóbal Colón
Algunos estudiosos consideran que el origen de Cristóbal Colón es enigmático. Su propio hijo, Fernando Colombo (bautizado Hernando Colón en España), en su " Historia del almirante Don Cristóbal Colón " oscureció la patria y el origen de Colón, afirmando que su padre no quería que se supiera tal información. Por ello, han surgido múltiples teorías sobre el lugar de nacimiento de Colón. De éstas, destacan las hipótesis portuguesa, italiana, catalana y gallega. A pesar de que las hipótesis que destacan aún más son las portuguesas e italianas.
La teoría o, más exactamente, las teorías de la ciudad natal portuguesa de Cristóbal Colón se basan en la existencia de claros portugueses en sus escritos, en la interpretación del anagrama de la firma de Colón, en los topónimos dados por el navegante a las tierras descubrió, en un documento de la Corte de Castilla en el que le llaman "portugués" y en palabras de la misma persona que escribió a la Corte de Castilla donde llama a Portugal "mi tierra". El filólogo Ramón Menéndez Pidal confirmó estos portugueses, en oposición a los que pretendían ser gallegos o catalanismos. Según el historiador Antonio Romeu de Armas, esto no se debió al hecho de haber nacido en Portugal, sino a los muchos años que pasó en ese país. Varios autores, como Manuel da Silva Rosa, sostienen que Colón utilizó el portugués como lengua materna y que 8 años de residencia en Portugal serían insuficientes para darle el portugués como lengua materna. Existían, además, conjeturas que apuntaban a un posible origen sefardí, según las tesis del historiador Salvador de Madariaga. Para Madariaga, Colón sería genovés, pero sus antepasados serían judíos catalanes que huían de la persecución a finales del siglo XIV. Colón sería un judío converso, razón que explicaría, según Madariaga, su empeño por ocultar sus orígenes, pero que hoy en día esta teoría está desacreditada porque se ha demostrado que los monarcas de Castilla ayudaron a ocultar los orígenes.

## Hipótesis portuguesa
La idea de que Cristóbal Colón nació en Portugal surgió en 1915, ya que casi todos los autores anteriores que expresaban de alguna manera su naturalidad, incluidos sus cronistas contemporáneos, afirmaban ser italianos o genoveses, aunque Waldesemüller agregó en su segundo mapa que Colón era un "capitán portugués". "Las reglas del tiempo nos muestran que un plebeyo nunca se casó con una mujer noble, así que el origen de Colón es bastante dudoso". 

### Patrocinio Ribeiro
En 1915, en una conferencia presentada en la Academia de Ciencias de Portugal, Patrocínio Ribeiro defendió la hipótesis de que era natural de Portugal. El origen de esta hipótesis fue una reacción a la conferencia impartida en 1914 por D. Enrique de Arribas y Turull en la Sociedad de Geografía de Lisboa, donde el conferenciante afirmaba que Colón era gallego, basándose para ello en documentos supuestamente encontrados en Pontevedra de Celso García de la Riega, que, en 1917, Eladio Oviedo Arce demostró que era falso.
En 1927, el artículo de Patrocínio Ribeiro fue reeditado póstumamente, en forma de monografía, con adiciones y correcciones, concluyendo que Colón era de Colos en el Alentejo y que su verdadero nombre es Cristóvão de Colos. Este mismo libro incluye un estudio cabalístico de la firma de Colón realizado por el médico Barbosa Sueiro, estudio que, si bien no aporta nada sustancial a la discusión, abre el camino para otro tipo de abordaje dentro de esta línea argumental.
En su comunicación, Arribas y Trull presentaba una lista de topónimos dados por Colón a las tierras descubiertas en el Nuevo Mundo y los hacía corresponder con topónimos gallegos, con la intención de demostrar que Colón habría dado los nombres de su propia tierra a los tierras que descubrió, afirmando incluso que no puso topónimos portugueses o italianos a sus descubrimientos, aunque reconoce que no se puede hacer historia a partir de homónimos. Para demostrar la fragilidad del argumento de Arribas, Patrocínio Ribeiro repite el mismo ejercicio, esta vez con los topónimos de las tierras a las que llegaron los portugueses en el Atlántico antes de los viajes de Colón, y luego hace el mismo ejercicio con tierras del Alentejo, concluyendo que los nombres atribuidos por el Almirante son del Alentejo, y que — por lógica toponímica — ésta sería la tierra del navegante.
Interpretó mal a Rui de Pina y João de Barros cuando dice que no mencionan el lugar de nacimiento de Colón, escribiendo que «En Portugal, que yo sepa, no hay cronistas ni documentos inéditos que hagan referencia a los colombinos, italianos, o los Colones., Español. … Rui de Pina y João de Barros sólo se refieren a Cristóvam Colón por la hazaña que lo hizo famoso, pero de forma muy breve y vaga».
Luego prosigue con una afirmación un tanto confusa — como ya ha señalado Luís de Albuquerque — escribiendo: «Por primera vez intentaré explicar, desde el lado más racional, esta misteriosa salida de Colón de nuestro país basándose exclusivamente sobre la teoría de las hipótesis, que, además, también se ha basado en toda la enorme bibliografía colombiana, como es bien sabido.»
Se sumerge en la cronología colombiana, la da por supuesta y hace cálculos para determinar el año de 1483 como el año de la salida de Portugal del navegante y especula sobre las intenciones del futuro almirante, declarando que se disfraza de genovés, un librero y mapas, para acceder a la casa de Medinaceli. Posteriormente menciona la conspiración de 1484 contra D. João II y asocia a Colón con la misma razón por la que cambió su nombre por el de Colón genovés.
Es esta implicación en la conspiración contra D. João II la que explica la carta del mismo monarca al navegante fechada en Avis, el 20 de marzo de 1488 y en la que este autor - que la transcribe con mala lectura en el sobrenombre del navegante- ve una salva-conducta «dada a los que tenían faltas muy graves en el registro real», diciendo además que «se ve que el monarca no se dirigía a un genovés, sino a un vasallo suyo que residía en el extranjero».

### Moisés B. Amzalak
Ese mismo año se publicó también un pequeño estudio de Moses B. Amzalak sobre la firma del navegante, en el que, en lugar de buscar en ella significados del latín o del griego como los anteriores, buscaba en hebreo una manera de descifrarla y así saber quién fue realmente Cristóbal Colón.

### Pestaña Junior
Al año siguiente, apareció un nuevo libro defendiendo la idea de un Colón portugués: Pestana Júnior rechazó la explicación de Ribeiro, argumentando e intentando demostrar a través de una interpretación compleja de la firma de Colón que el Almirante, siendo portugués, es, de hecho, Simão. Palha.

### GL dos Santos Ferreira y António Ferreira de Serpa
Muchos otros autores contribuyeron con ideas diferentes y a menudo contradictorias en defensa del origen portugués del descubridor del Nuevo Mundo. GL dos Santos Ferreira y António Ferreira de Serpa presentan a Cristóbal Colón como Salvador Gonçalves Zarco, hijo ilegítimo del duque de Viseu e hija de João Gonçalves Zarco.

### Mascarenhas Barreto
Más recientemente, hay autores que dicen que es de Cuba, en el Alentejo, y que se llama Salvador Fernandes Zarco, como afirma Mascarenhas Barreto. Esta última idea fue popularizada entre el gran público por el novelista José Rodrigues dos Santos.

### Manuel da Silva Rosa y Eric Steele
Manuel da Silva Rosa defiende la teoría de que Cristóbal Colón era el nombre falso de Segismundo Henriques, hijo de Henrique Alemão y su esposa Senhorinha Annes, teoría que parece resolver el enigma de forma coherente. El autor teoriza que fue Senhora Annes de Sá Colonna, tataranieta de Cecilia Colonna, hija ilegítima del senador Giacomo Sciarra Colonna. Segismundo habría tomado el nombre de Colón de su antiguo linaje romano de los Colonna porque los reyes de Polonia eran considerados descendientes del mismo General Romano, rama de la familia Colonna. El Papa Martín V (Otto Colonna) escribió en 1424 al rey Ladislao II de Polonia (padre de Ladislao III y abuelo de Segismund Henriques) que ambos descendían de la misma estirpe romana "Columna ". Según algunas teorías de la época, y una carta encontrada en el siglo XX en los archivos de los Caballeros Teutónicos, el rey Ladislao III de Polonia no murió en Varna sino que vivió exiliado en Madalena do Mar, en la isla de Madeira. El autor da la razón de todo ese misterio construido en torno a la identidad de Colón como hecho con la intención de proteger la identidad de su padre, el rey Ladislao III. En su primer libro, el mismo autor, había diseccionado la teoría de Mascarenhas Barreto y otros, argumentando que Cristóbal Colón era en realidad Salvador Fernandes Zarco, aclarando algunas dudas en esta teoría, y ya planteaba en ese mismo libro la posibilidad de que Colón fue Segismundo Henriques. Posteriormente revisó una tercera teoría con la posibilidad de que el almirante fuera D. Diogo, duque de Viseu, el mismo que cayó víctima del puñal del rey D. João II en 1484 aunque su inclinación siguió centrándose en Segismundo Henriques como la persona que tomó el nombre de Cristóbal Colón en Castilla.
Manuel da Silva Rosa fue aún más lejos que Patrocínio Ribeiro, mostrando una lista de unos 80 nombres tan portugueses como Caxinas, Cabo de Lapa, Natividade, Vale do Paraíso, Cabo Talhado y Cabo Agulhas (estos dos últimos utilizados por Bartolomeu Dias en el descubrimiento del Cabo de Buena Esperanza). Otro hecho utilizado por Manuel Rosa son estas palabras de Colón Acordaos Vuestras Altezas que dejé mujer e hijos y vine de mi tierra para servirles escritas desde Lisboa el 4 de marzo de 1493, cuando volvía del viaje del descubrimiento. Como Colón nunca salió de Italia sino de Portugal para servir en España, y como sólo estuvo casado en Portugal con Filipa Moniz, mi tierra se refiere a Portugal.

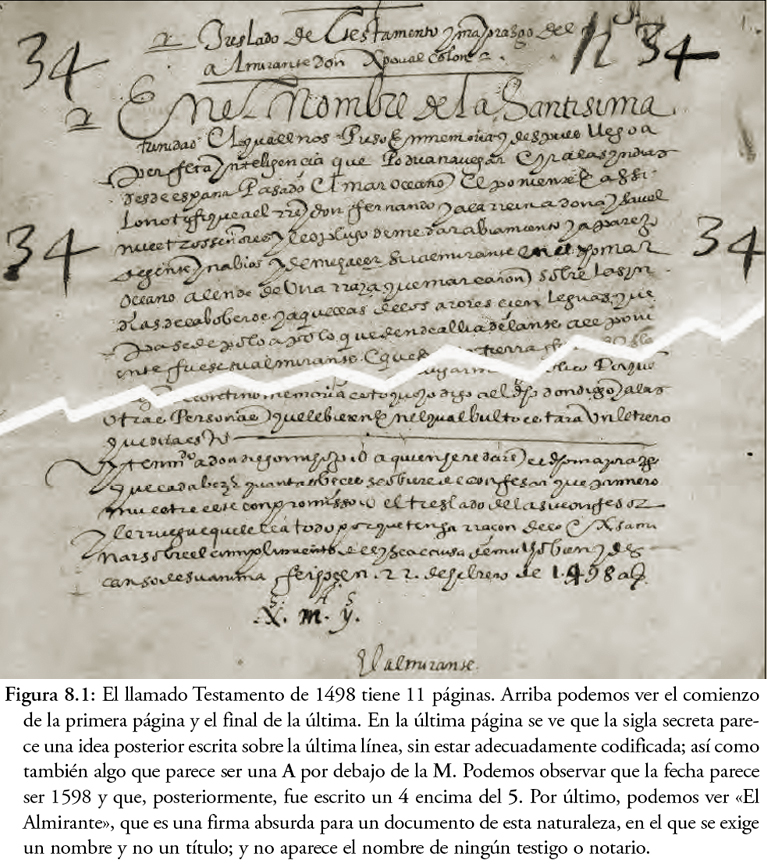
Mayorazgo, 1498 (Documento Patronato, 295, N. 101) procedente del Archivo General de Indias Sevilla.

En el documento denominado "Fundación de Mayorazgo", donde supuestamente Colón declara su lugar de nacimiento genovés, algunos autores e investigadores plantearon la hipótesis de que estaba motivado por las pretensiones que mantenían a sus descendientes con la corona, y, en consecuencia, lo declararon ser falso o apócrifo, aunque otros investigadores de principios del siglo XX encontraron documentos en el Archivo General de Simancas que, según ellos, demostraban la autenticidad de este documento. Manuel Rosa presentó pruebas que, según él, probarían que la "Fundación de Mayorazgo", con fecha inicial de 1598, con un 4 escrito sobre el 5 (ver imagen), fue inventada por Baltasar Colombo, litigante en el Ducado de Veragua, y que la inscripción en el Archivo General de Simancas se referiría a la autorización de 1497 para constituir un morgado y no a ningún documento de 1498. Manuel Rosa presenta pruebas de que el Documento Assereto fue manipulado por los genoveses en su publicación de 1904 y también pruebas que probarían que el Memorial de Pagos sobre los genoveses "Paolo di Negro e Lodovico Centurion" no formaba parte de los testamentos de Colón de 1506 y que fue escrito por otro notario, Pedro Azcoitia, años después de la muerte de Colón, y que la autenticidad de este documento también fue cuestionada durante el Ducado de Veragua porque había "una falsedad manifiesta" en el documento de Azcoitia.

### Fernando Branco
La investigación realizada permitió identificar al corsario Pedro Ataíde, noble portugués, con una vida similar a la de Cristóbal Colón. Como el Almirante, aprendió sus primeras letras en Pavía (Viseu, región de Pavía), participó como capitán de corsario en la guerra de Aragón, navegó en las exploraciones portuguesas de Guinea, fue cercano a D. João II (perteneciente a su Casa), navegó con el corsario francés Coulon y estuvo en la batalla de S. Vicente. Lo que se sabe de la vida del Corsario justifica también, como en el caso de Colón, su huida a Castilla en 1485, su declaración sobre la llegada de “dexé muger e hijos y vine de mi tierra”, sus vínculos con la nobleza portuguesa en Sevilla y el texto de la carta de D. João II, dándole salvoconducto de regreso a Portugal, reconociendo su vida de navegante. Justificaría también, en el primer viaje, su reconocimiento por João da Castanheira en la isla de Santa Maria y la visita a la Reina en el pueblo de Castanheira, el viaje a Arzila en el cuarto viaje e incluso la tradición oral existente entre sus descendientes actuales. Estamos a la espera de la posibilidad de realizar una prueba mediante un análisis de ADN (YouTube BBC Reel Christopher Columbus).

## Hipótesis Catalana
Luis Ulloa, un historiador peruano afincado en Barcelona durante varios años, afirmaba que Colón era de origen catalán y tradición marinera, basándose, entre otras razones, en que en sus escritos, todos en castellano, hay expresiones lingüísticas propias del catalán. Para Ulloa, Cristóbal Colón era un noble catalán que en realidad se llamaría Joan Colom, un navegante enemigo de Juan II de Aragón, contra el que luchó al servicio de Renato de Anjou, aspirante al trono y que, además, también sería el supuesto John Scolvus que había llegado a Norteamérica en el año 1476, y que más tarde ofrecería el proyecto de descubrimiento a Fernando el Católico en beneficio de Cataluña. Esta teoría ha sido seguida, ampliada o modificada por varios autores, en su mayoría historiadores catalanes, aunque también hay investigadores de otros países como el estadounidense Charles Merrill que ha apoyado esta tesis.
De la hipótesis catalana surgieron diferentes corrientes, como la tesis balear, una de ellas, la mallorquina, identifica a Colón como hijo natural del Príncipe de Viana, nacido en Felanich, Mallorca. Sin embargo, el investigador, periodista y piloto mercante, Nito Verdera, rechazó esta tesis. Verdera, sin embargo, se aferró a la teoría de que Colón era un criptojudío y nació en Ibiza.

## Hipótesis Gallega
Otra hipótesis apunta a que Colón era de origen gallego; Celso García de la Riega apoyó esta teoría basándose en documentos de la época colombiana, sin embargo, fueron descubiertos posteriormente por estudios realizados tanto por el paleógrafo Eladio Oviedo Arce, como por la Real Academia de la Historia. que los documentos citados eran falsos o habían sido manipulados en fechas posteriores a su creación,

## Otras hipótesis españolas
También han surgido otras teorías, aunque menos defendidas, sobre otros posibles orígenes españoles de Colón. Además de las hipótesis antes mencionadas que proponen un origen catalán, gallego o balear, otras teorías lo atribuyen a un origen andaluz, sevillano, castellano de Guadalajara, extremeño de Plasencia o vasco. Otros países también compiten por ser la cuna del almirante, con posible origen griego; Inglés; corso; noruego o croata.

## Lengua materna
También existe controversia sobre la lengua materna de Colón, ya que, según los investigadores, es un importante punto de apoyo para una u otra teoría sobre su ciudad natal. Para intentar fijar sus orígenes se han dado razones en todos los sentidos. La mayor parte de sus escritos están en castellano, pero con evidentes expresiones lingüísticas provenientes de otras lenguas de la península ibérica que, según Menéndez Pidal, muchas coinciden con los portugueses. Hay varios investigadores y lingüistas, tanto de Galicia, Cataluña o Baleares, que apoyan la hipótesis de que se trata de gallegos o catalanismos.
No parece haber ningún escrito en italiano realizado por Colón, salvo una nota al margen, aparentemente con mala escritura. Tampoco parecía dominarlo en latín, y lo escribió con una influencia hispana más que italiana.
Historiadores como Consuelo Varela y Arranz Márquez creen que se trata de un típico hombre de mar que se expresa en varios idiomas sin dominar bien ninguno de ellos, o que tal vez hablaba la lingua franca o jerga levantina.